# Narodowe Muzeum Ceramiki
Narodowe Muzeum Ceramiki (fr. Musée national de Céramique) – francuska placówka muzealna w Sèvres koło Paryża, gromadząca i prezentująca ceramikę  z całego świata i z różnych okresów historycznych.

## Historia
Muzeum zostało otwarte w 1824 z inicjatywy Aleksandra Brongniarta, ówczesnego zarządcy królewskiej manufaktury porcelany w Sèvres, a pierwszym kustoszem zbiorów został malarz z tej manufaktury Denis-Désiré Riocreux. W 1876 manufaktura wraz z muzeum zostały przeniesione do specjalnie wybudowanych dla nich budynków, stojących na czterohektarowej działce w parku Saint-Cloud, gdzie znajdują się do chwili obecnej.

## Zbiory
Obecnie placówka posiada zbiory liczące ponad 50 tysięcy egzemplarzy ceramiki, w tym 5 tysięcy pochodzących z własnej manufaktury. Ekspozycja prezentowana jest na trzech piętrach budynku i obejmuje m.in. ceramikę starożytnej Grecji i Rzymu, ceramikę chińską i islamską, majolikę europejską, fajans hiszpańsko-mauretański, ceramikę japońską i wyroby kultur Ameryki prekolumbijskiej, ceramikę osmańską i safawidzką oraz nowożytne wyroby francuskie, holenderskie, niemieckie, włoskie, w tym porcelanę z Sèvres oraz fajans z Delftu i Nevers. Gromadzona jest również dokumentacja związana z historią manufaktury i muzeum, w tym rejestry, teczki personalne, korespondencja, rysunki i mikrofilmy. W zbiorach tych znajduje się 90 tysięcy wzorów, 20 tysięcy dekoracji malarskich i dokumentów ikonograficznych, 3 tysiące rysunków, 6 tysięcy modeli gipsowych. Dokumentacja udostępniana jest w bibliotece dla naukowców, studentów i przedsiębiorców.

## Galeria

### Starożytna Europa i Bliski Wschód

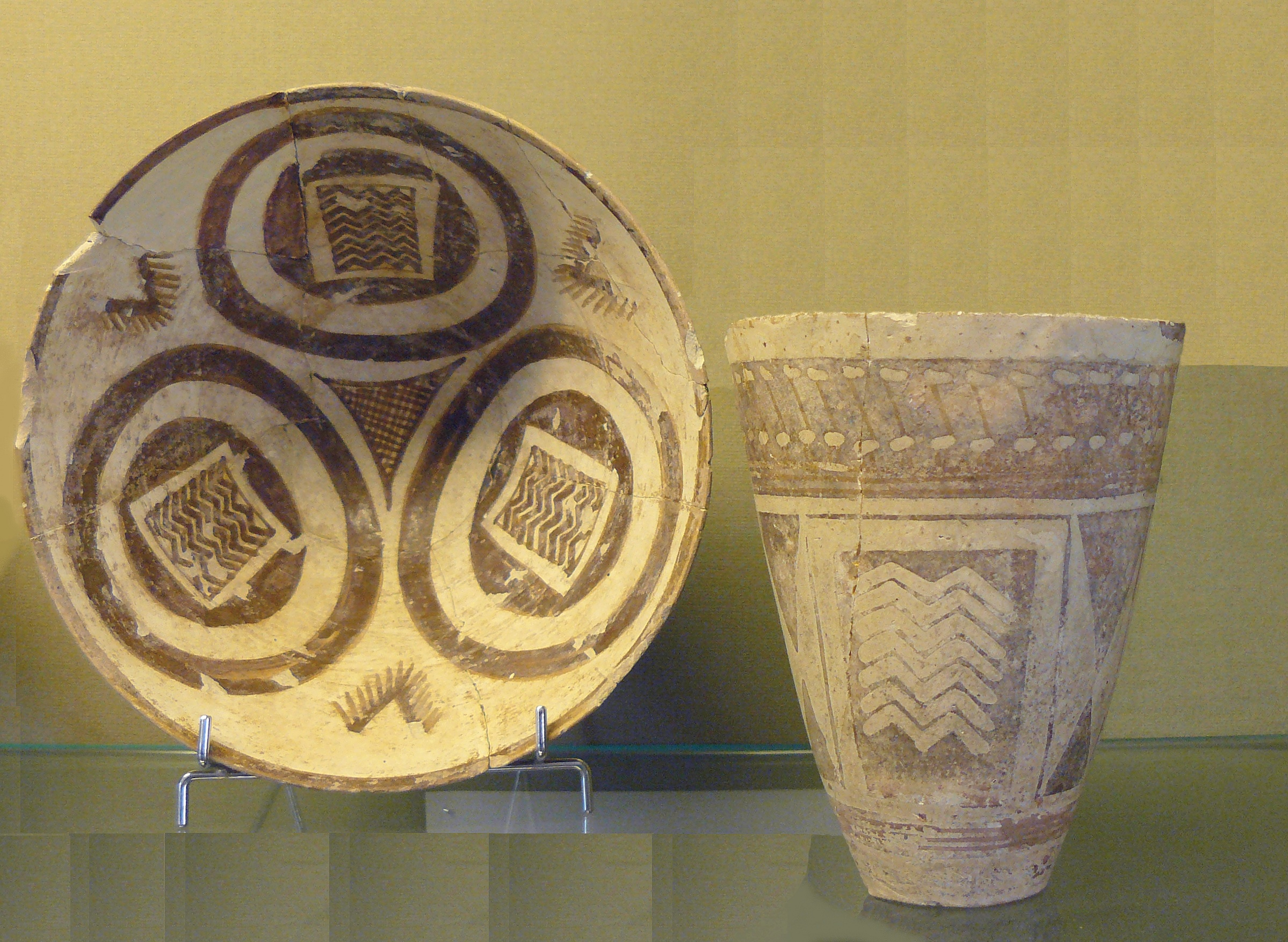
Ceramika kultury Ubajd, IV tysiąclecie p.n.e.
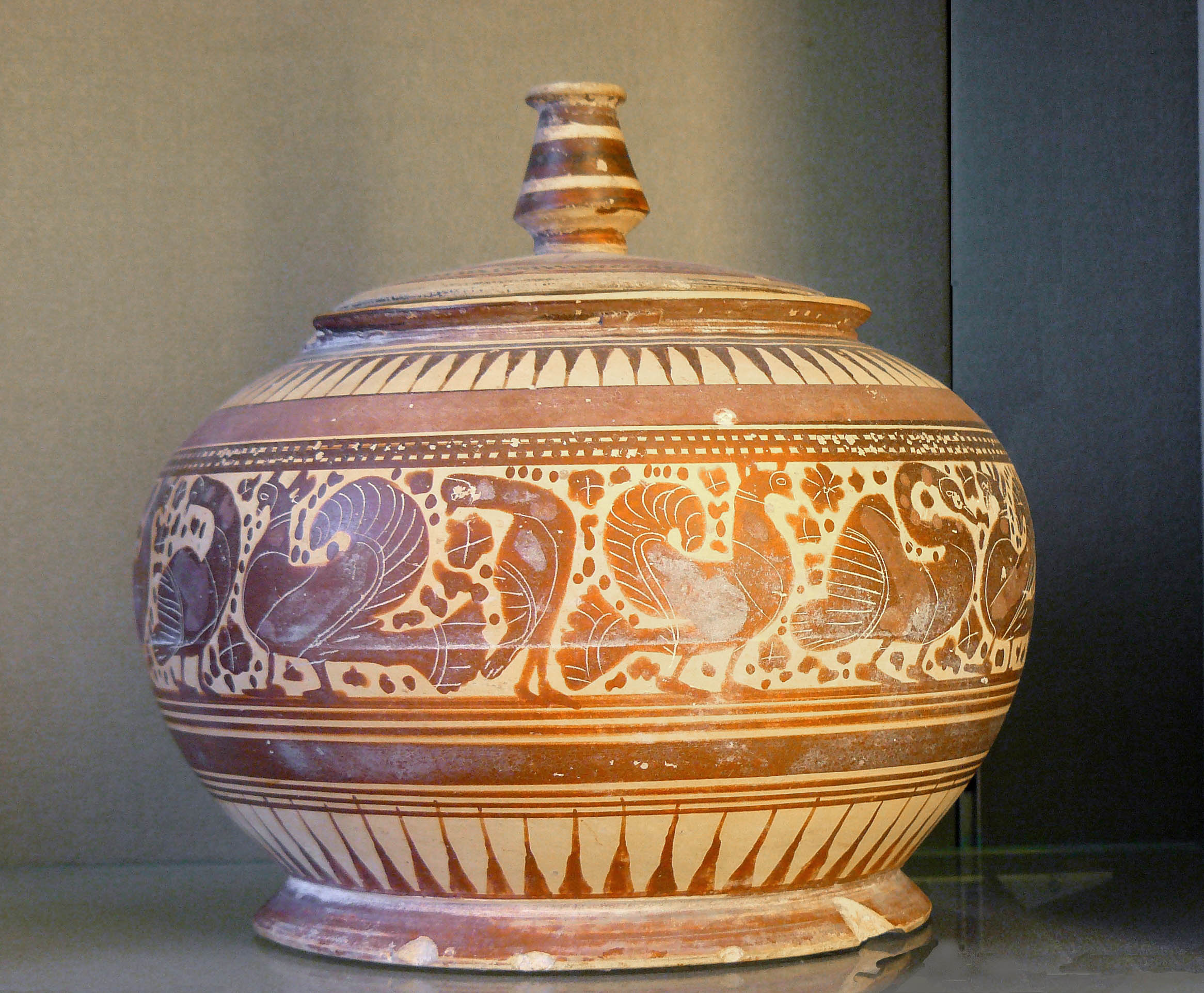
Korynckie pyksis, 625-600 p.n.e.
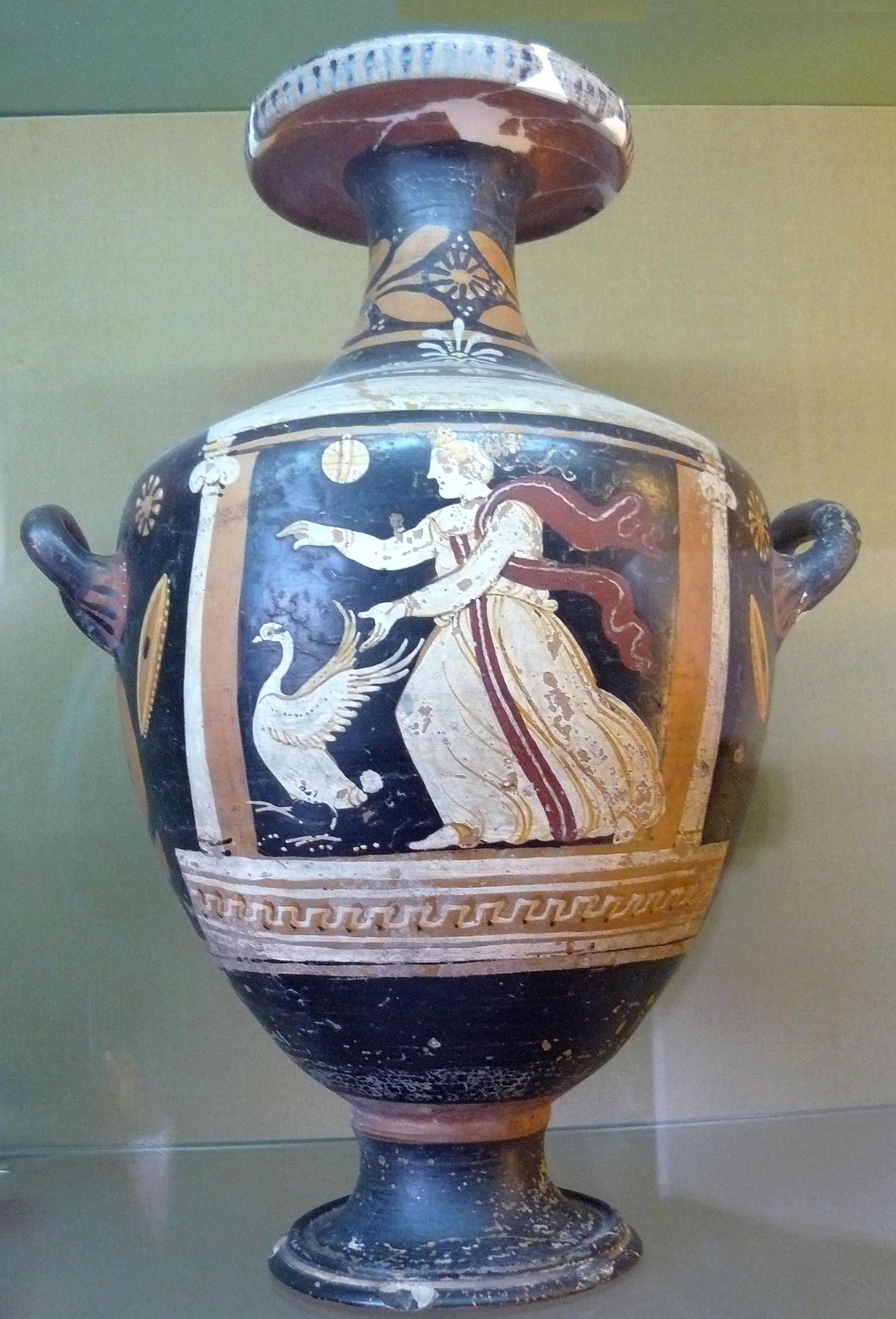
Hydria kampanijska, IV wiek p.n.e.

### Ameryka prekolumbijska

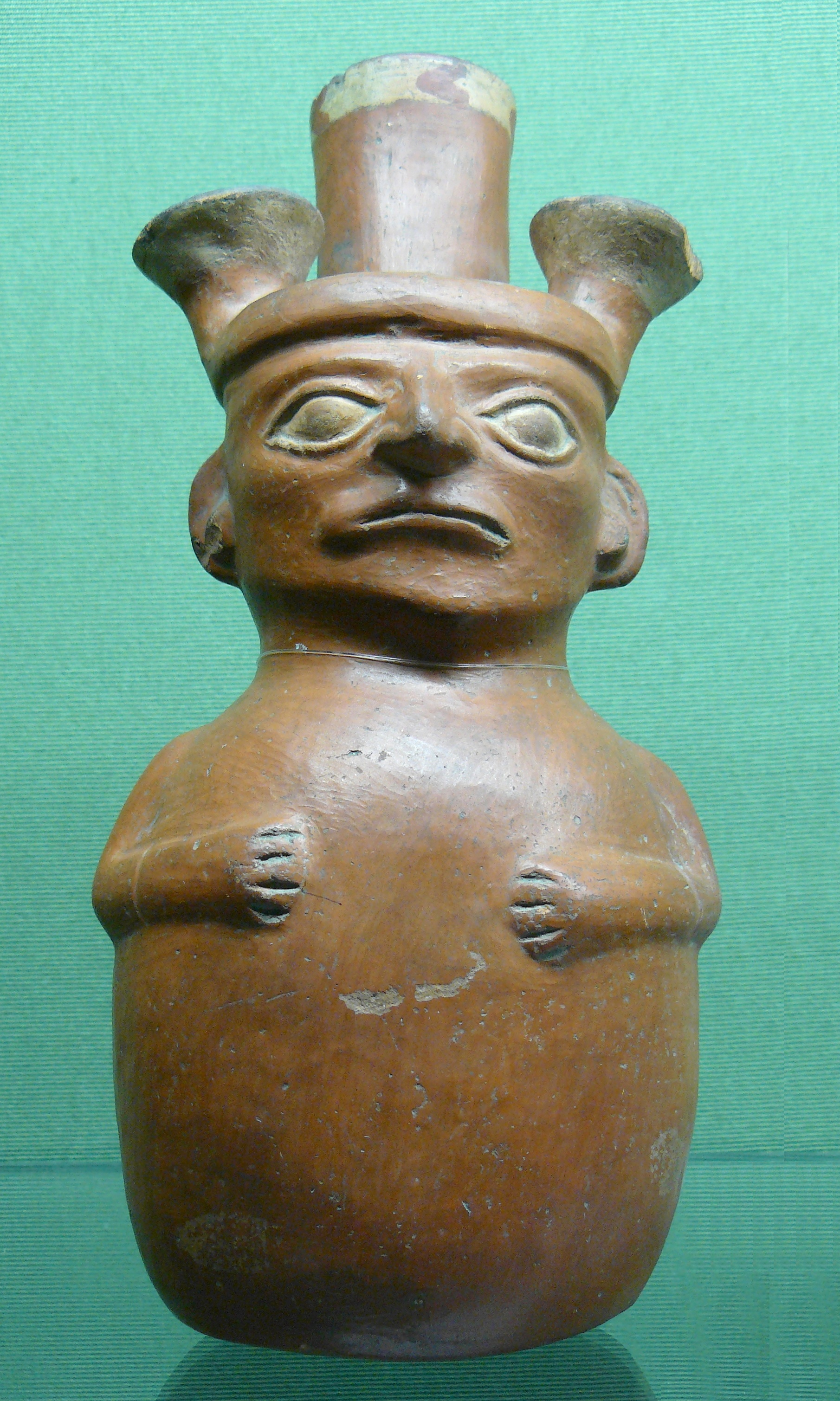
Figurka kultury Mochica, Peru
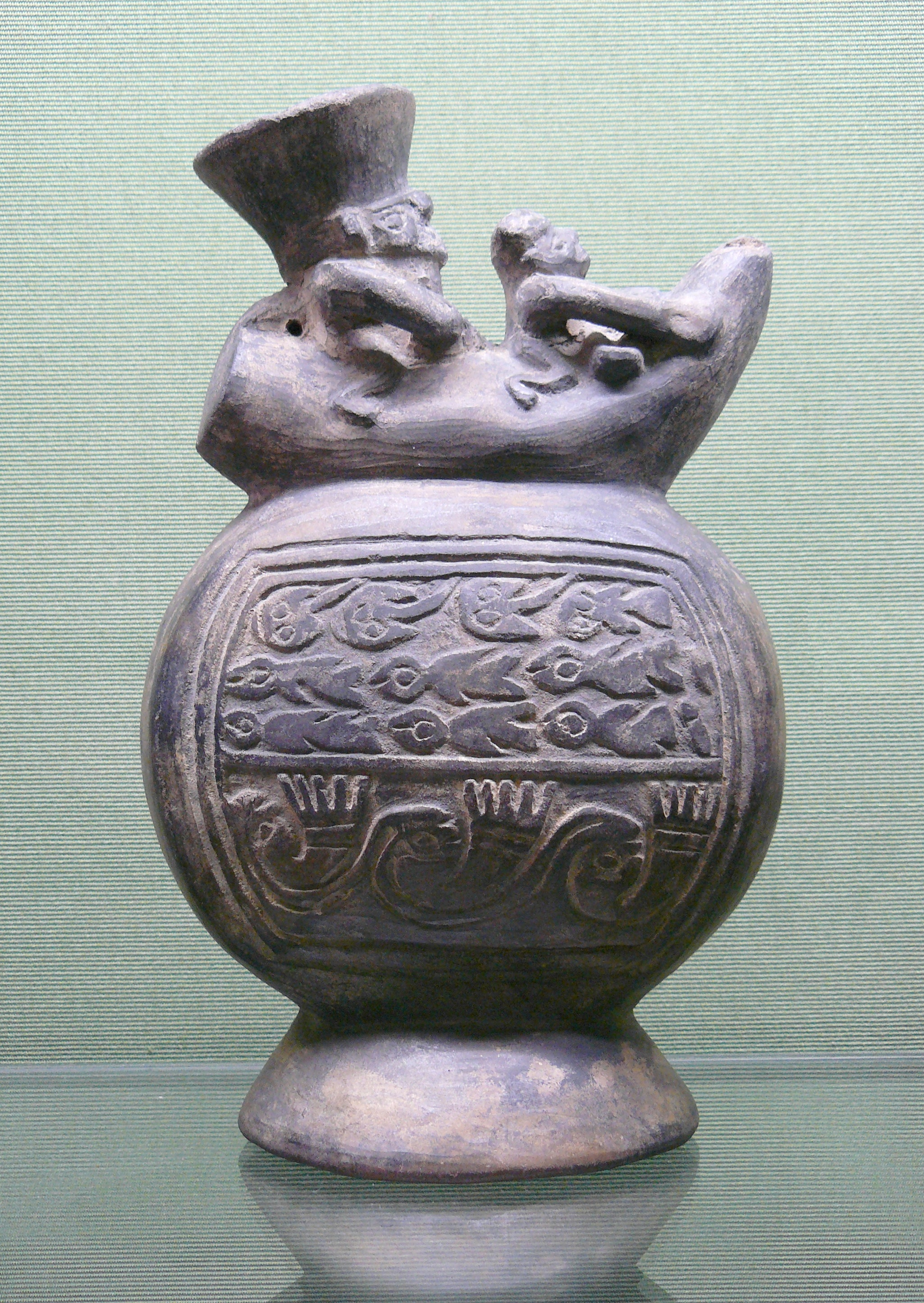
Butelka kultury Chimú, Peru, XII-XV wiek
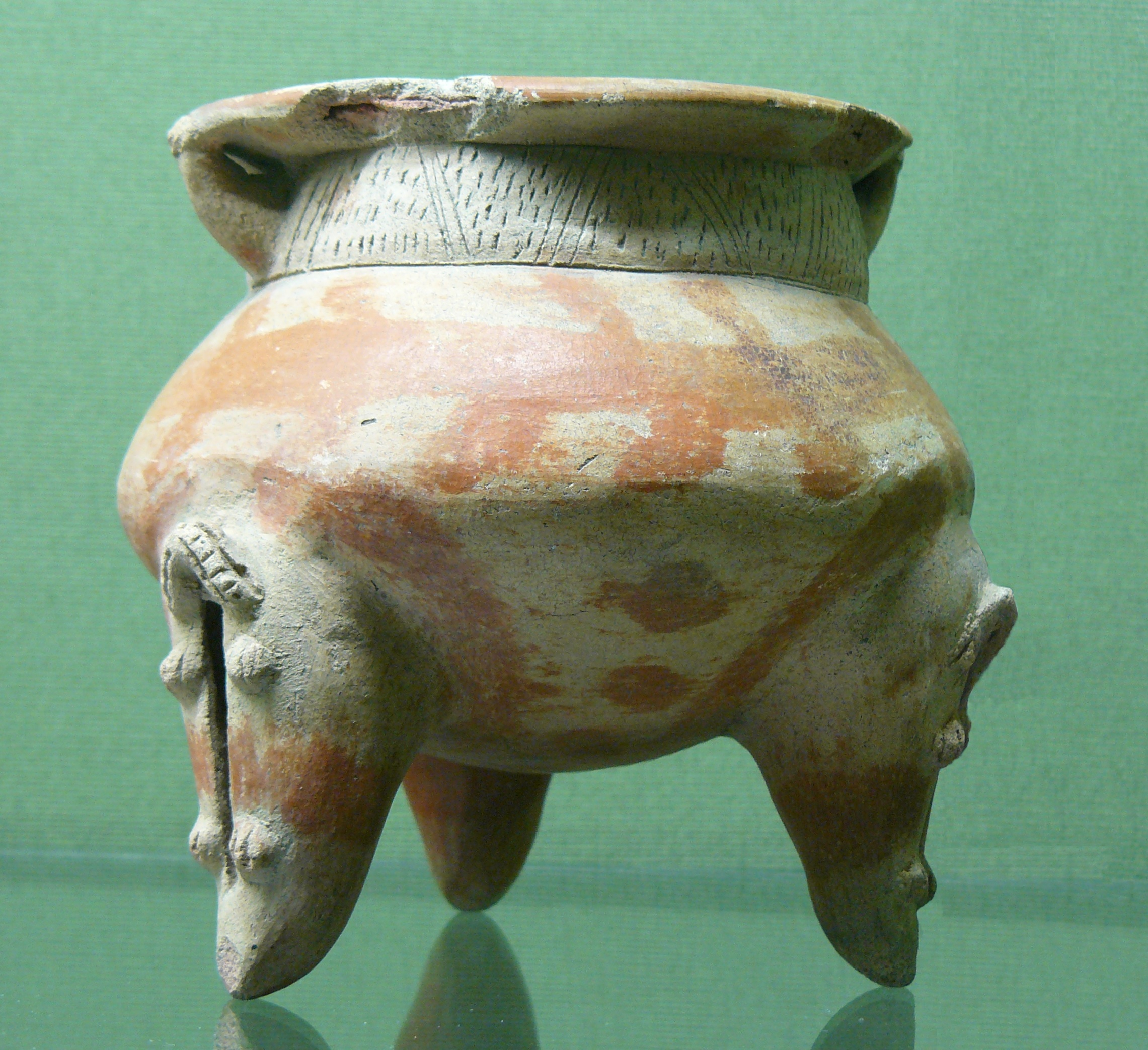
Trójnożny dzban kultury Chiriquí, Panama, XII-XVI wiek

### Porcelana manufaktury z Sèvres

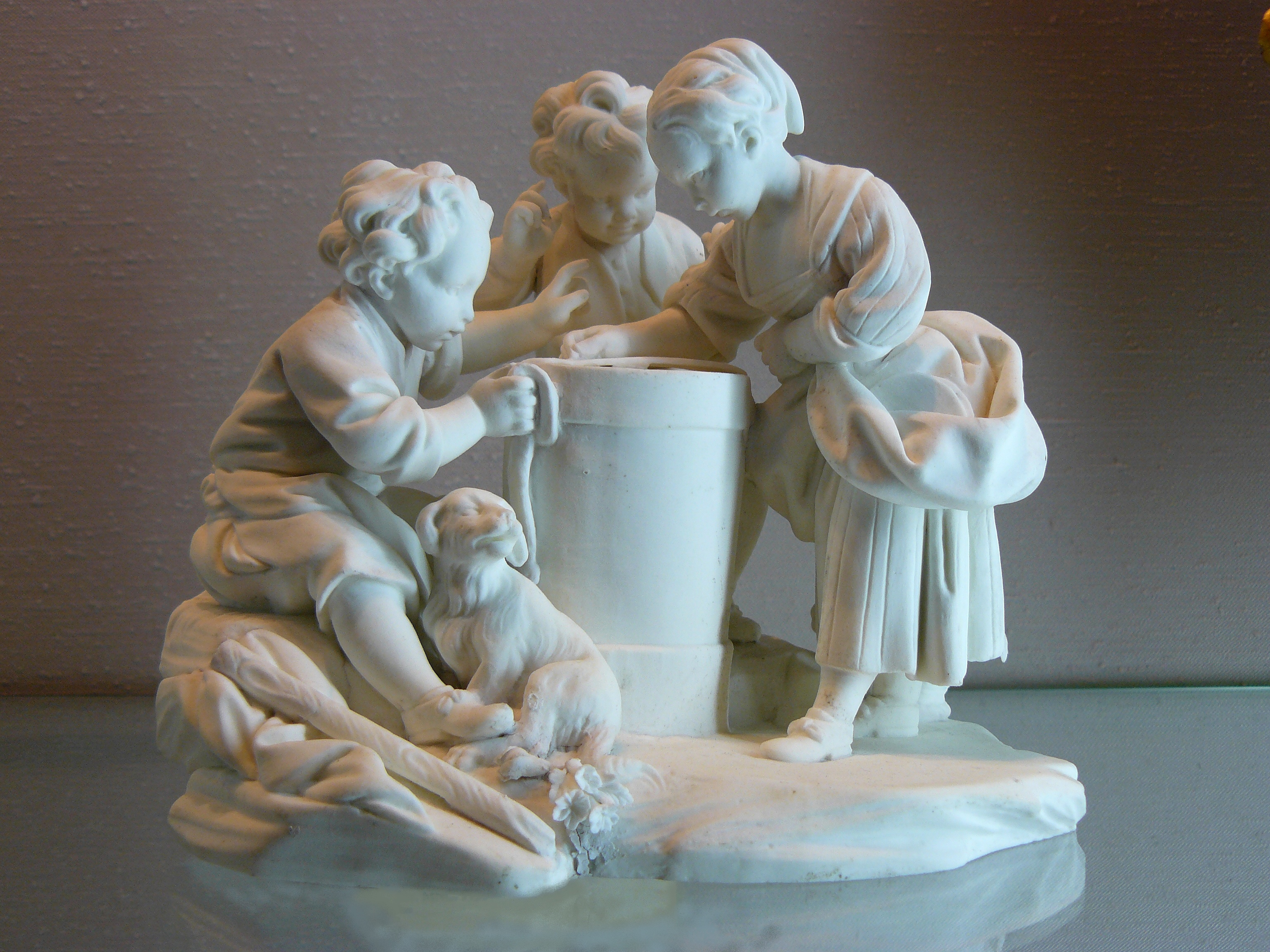
Dzieci grające w loterię, biskwit, 1757
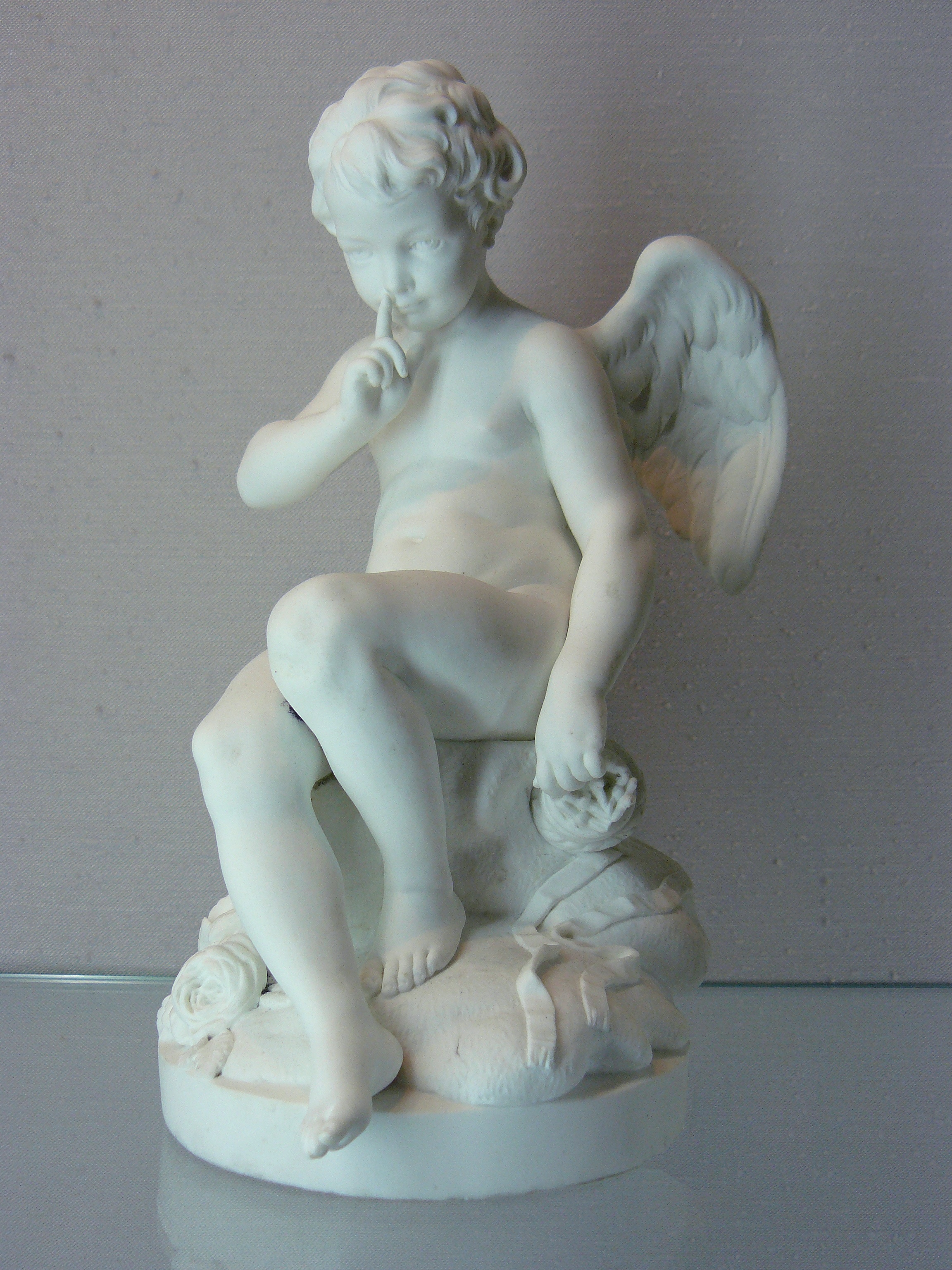
Amor, między 1757 a 1766
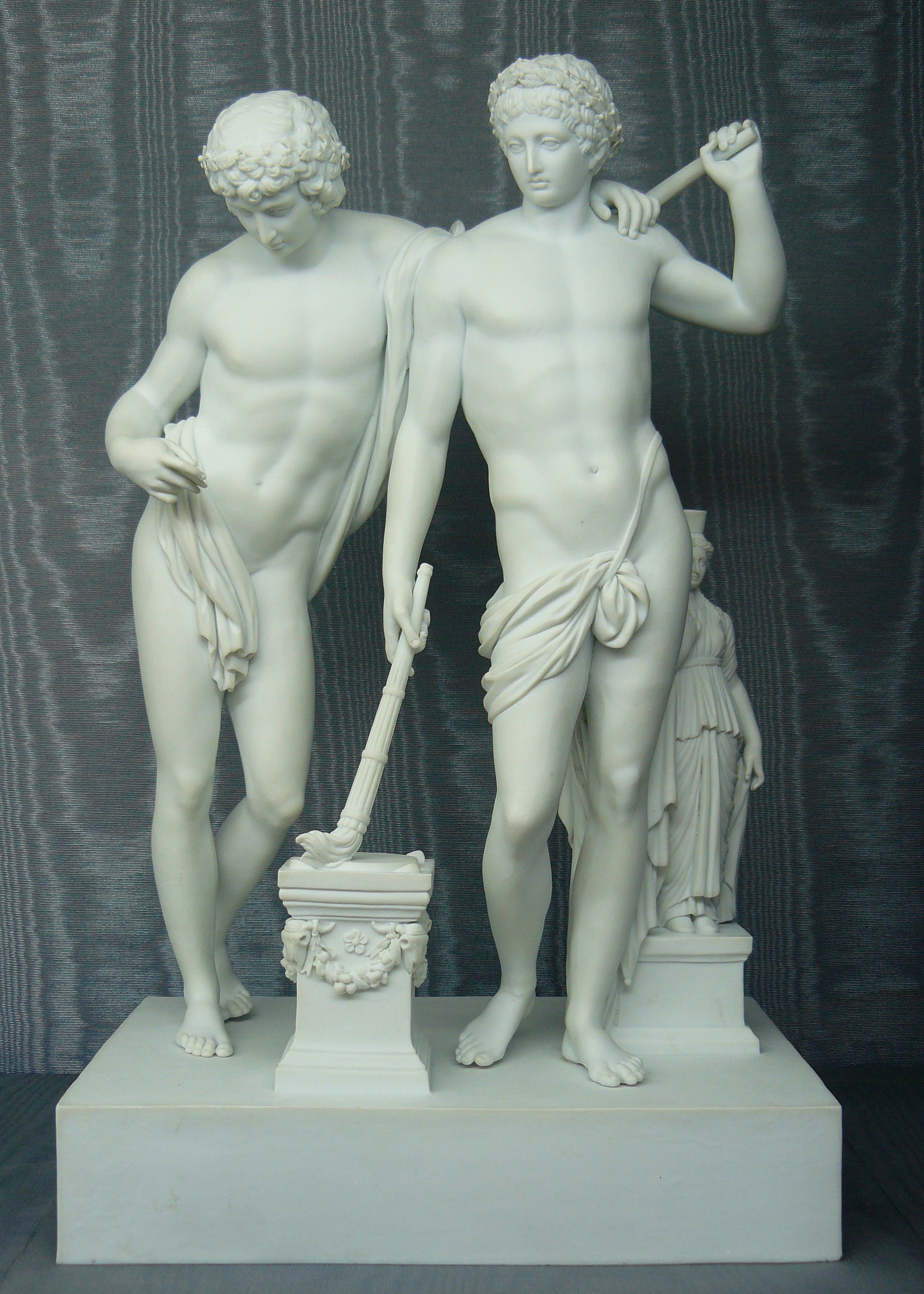
Kastor i Polluks, biskwit, przed 1796
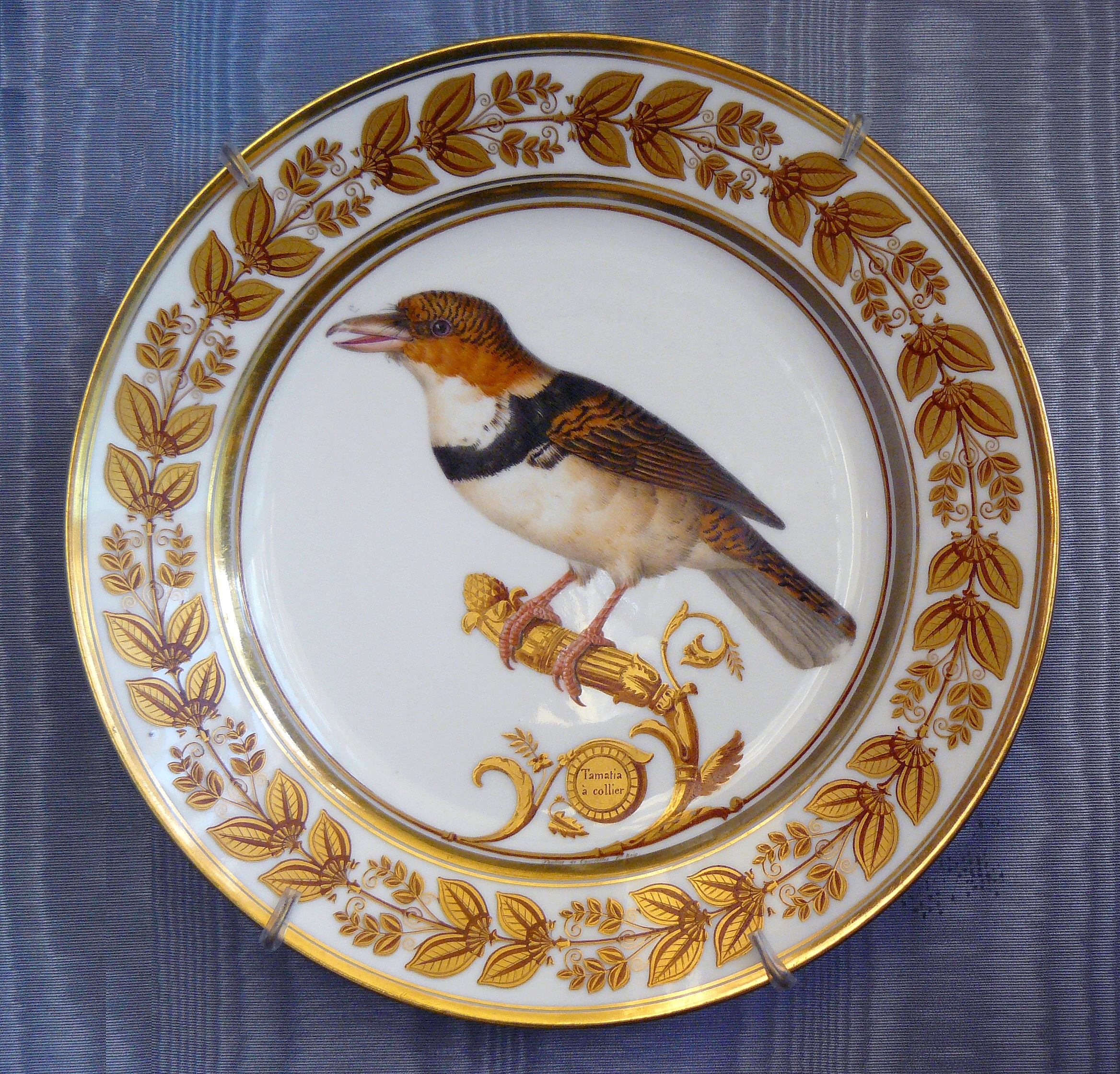
Porcelanowy talerz, 1821
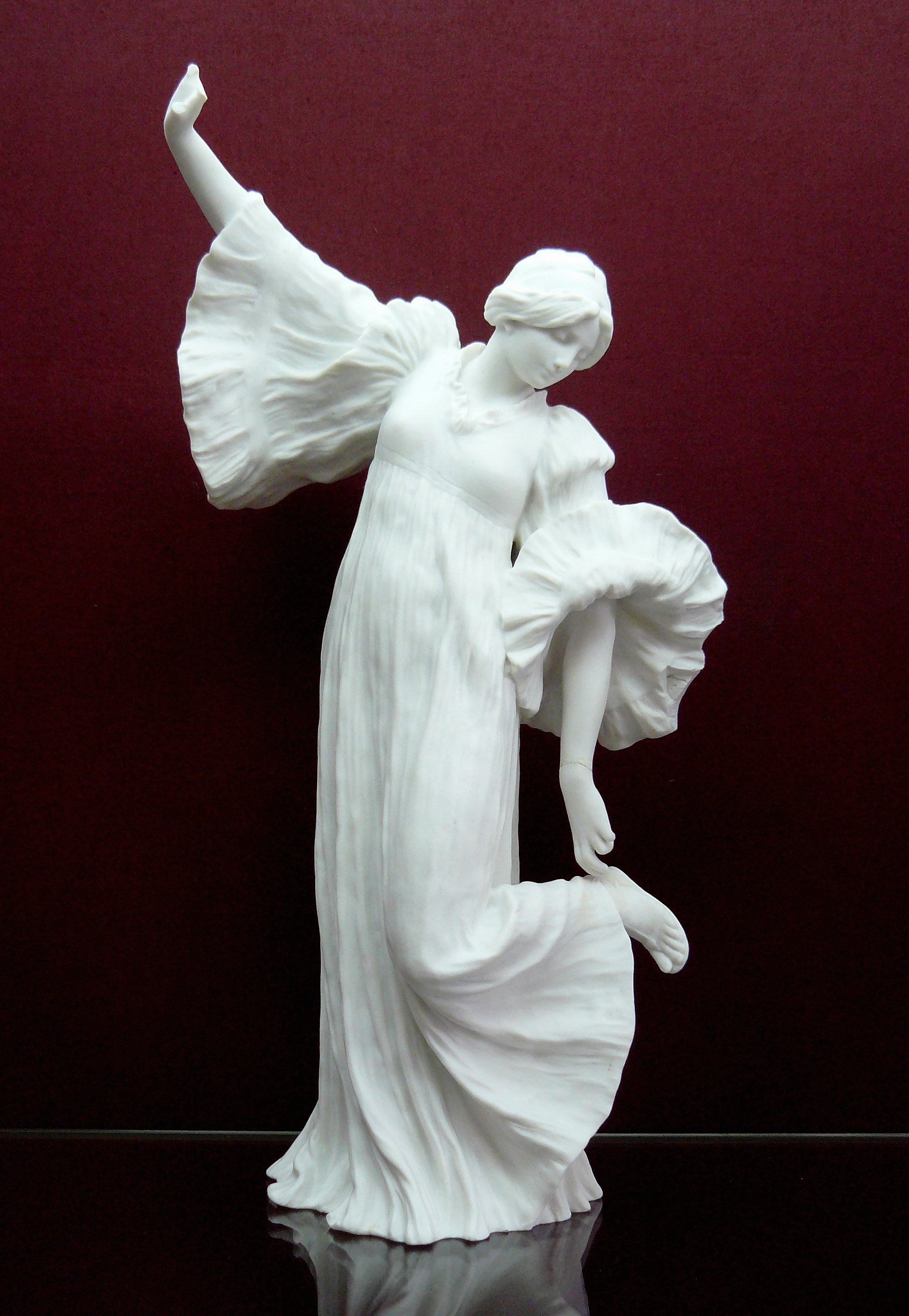
Figurka tańczącej kobiety, biskwit, 1900

### Nowożytna ceramika europejska

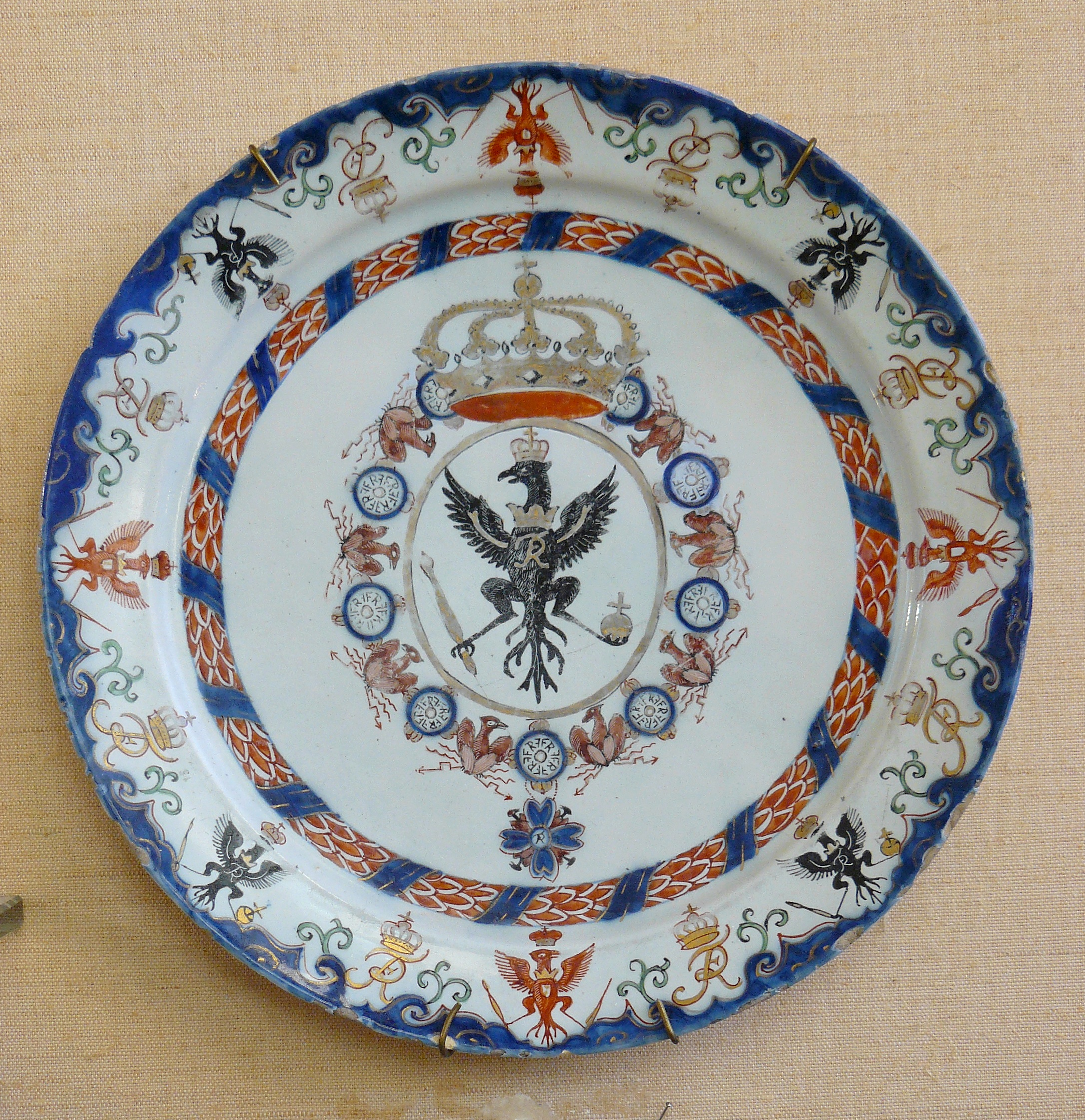
Talerz z herbem Fryderyka Wielkiego, wyrób manufaktury w Delfcie, między 1705 a 1715
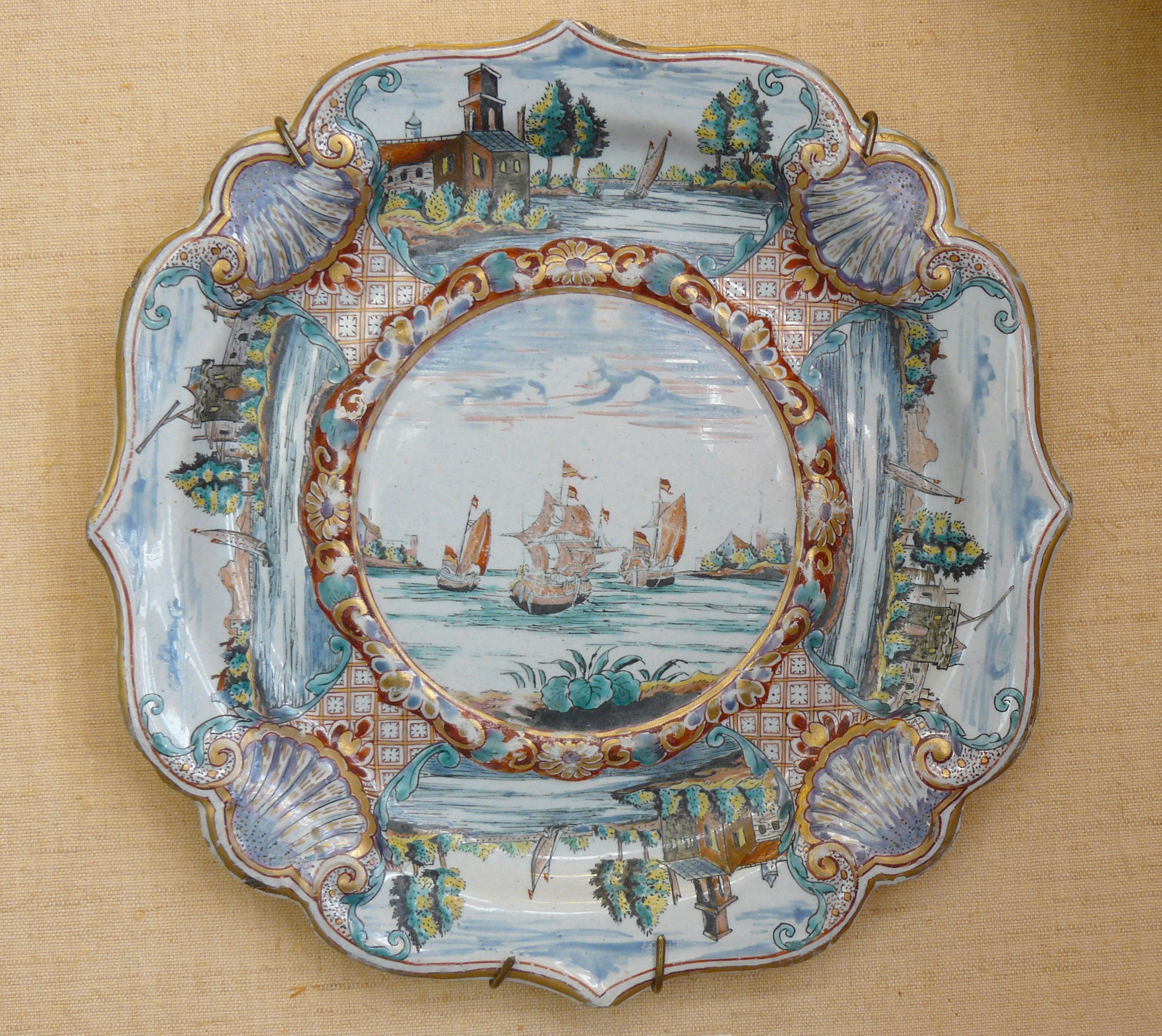
Talerz z pejzażem morskim, manufaktura w Delfcie, XVIII wiek
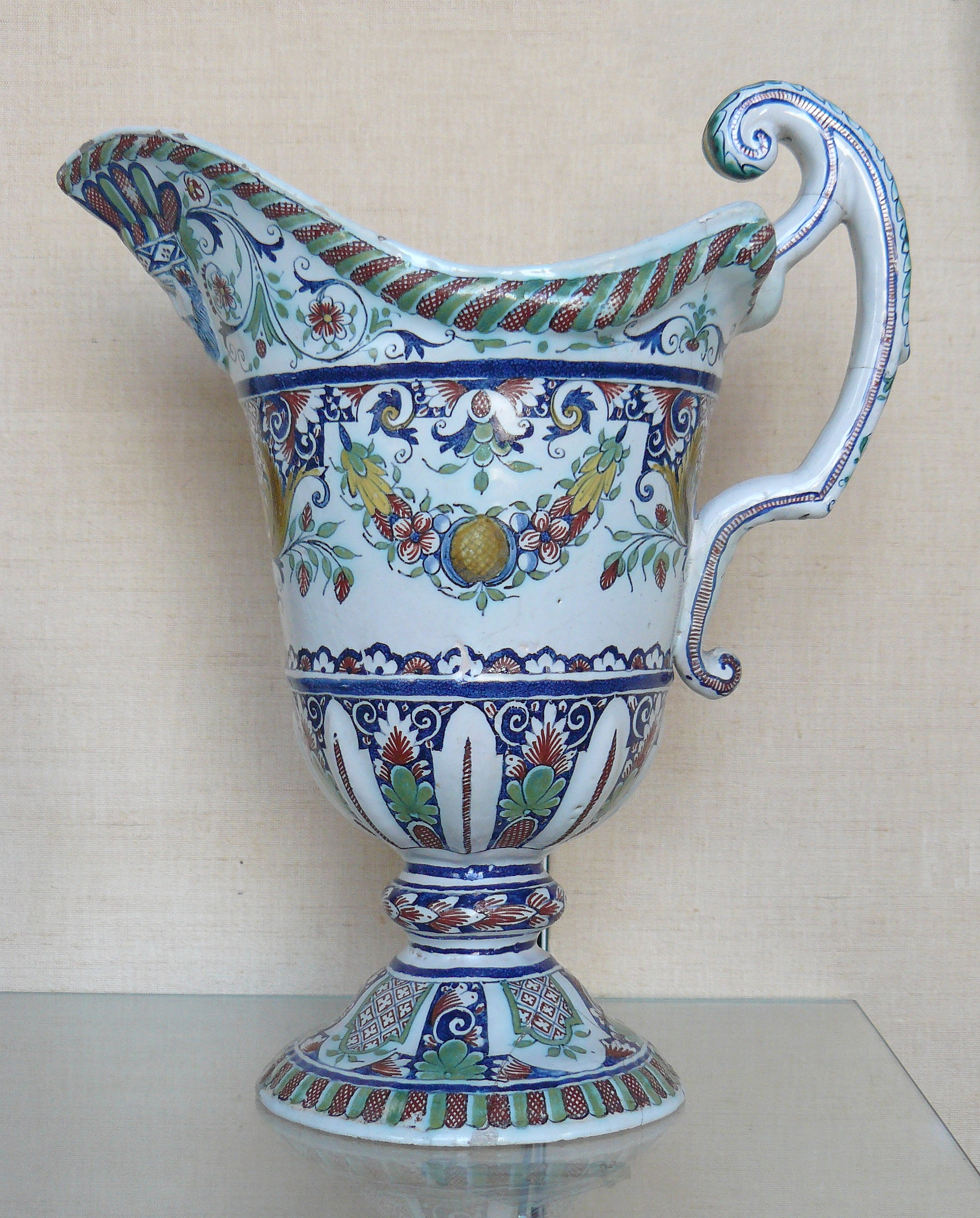
Fajansowy dzban z Rouen, przed 1730
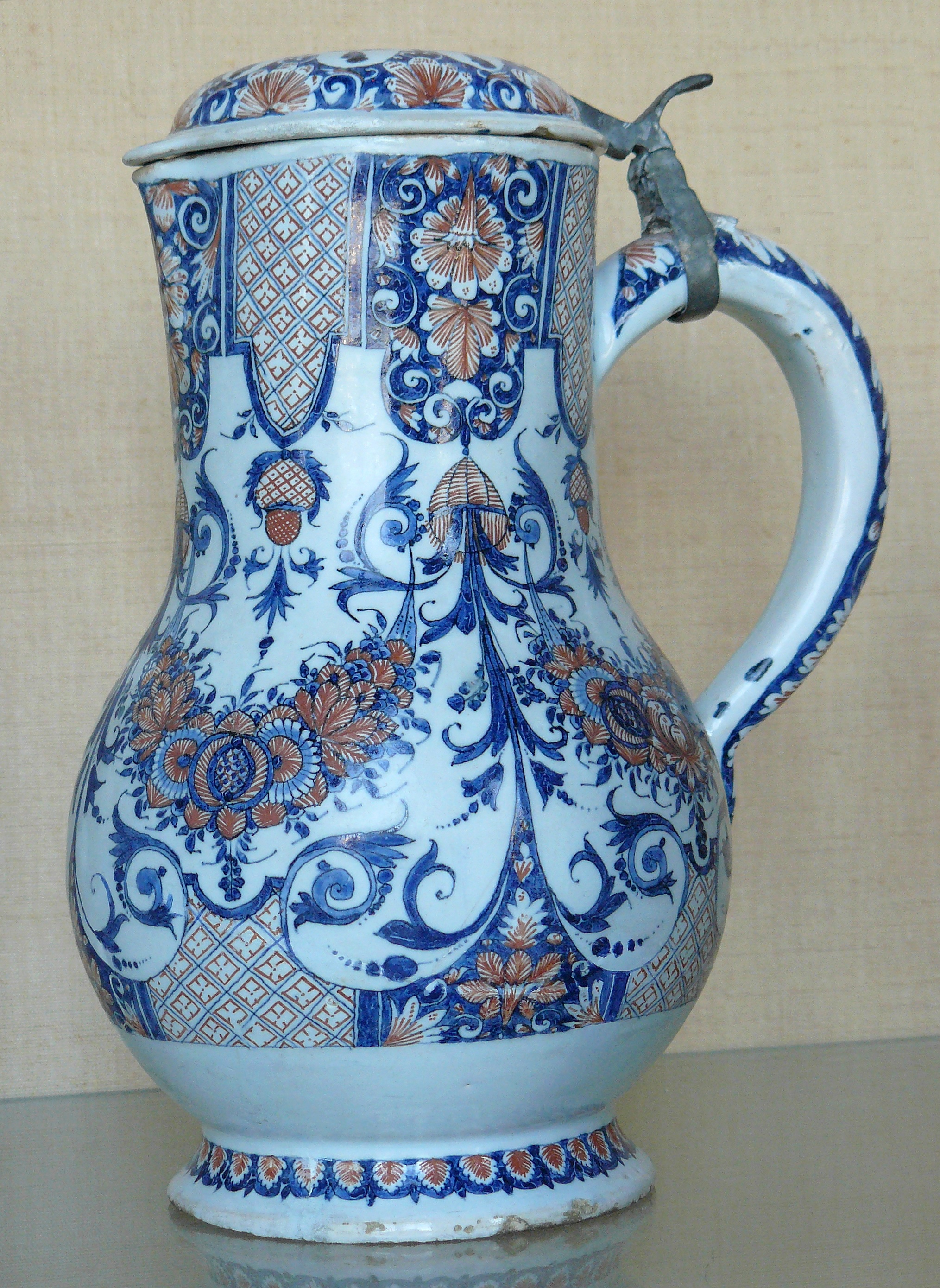
Fajansowy dzban z przykrywką z Rouen, XVIII wiek
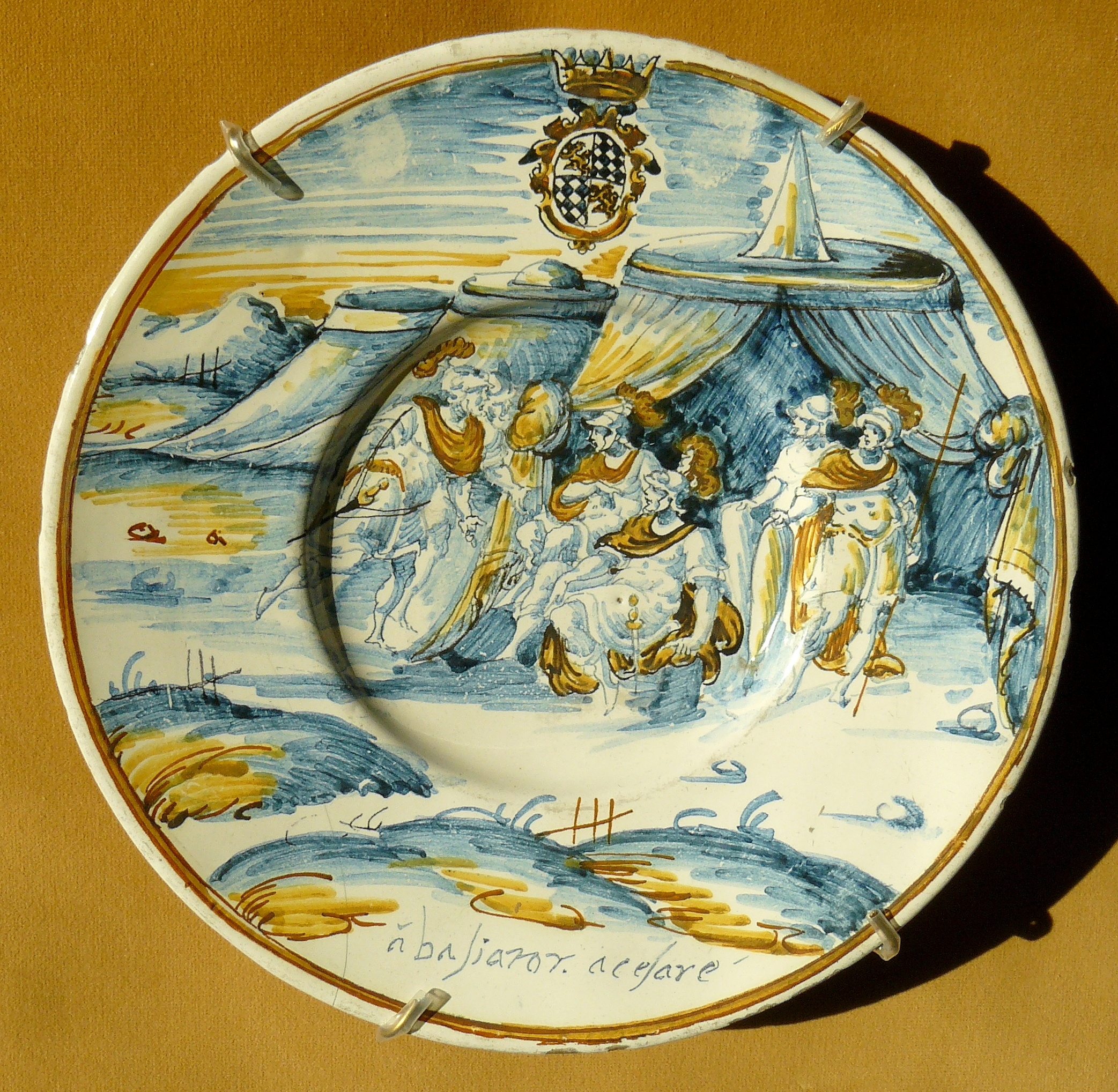
Talerz z Faenzy, 1576
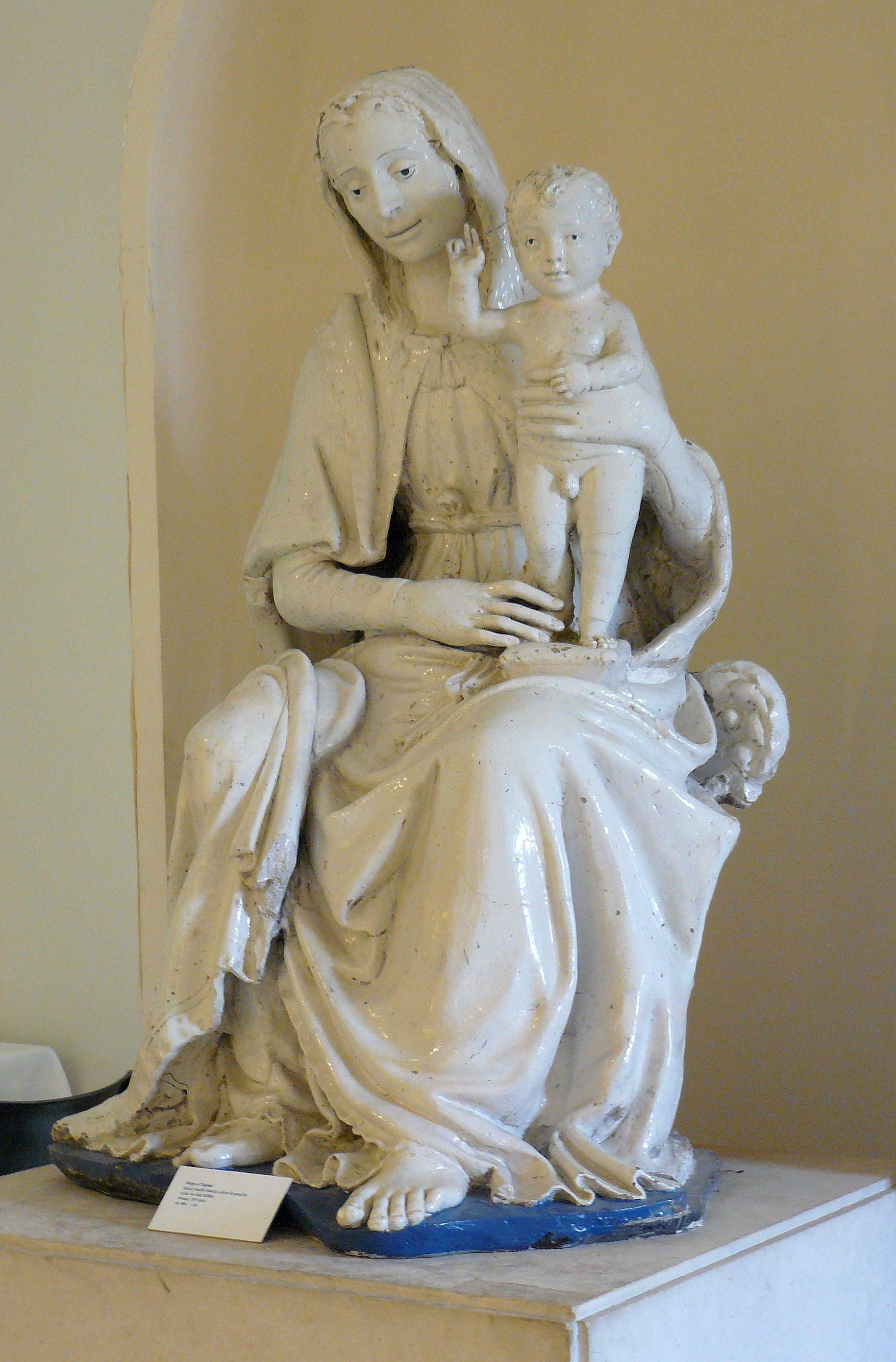
Matka Boska z Dzieciątkiem, figurka fajansowa z Florencji, XVI wiek
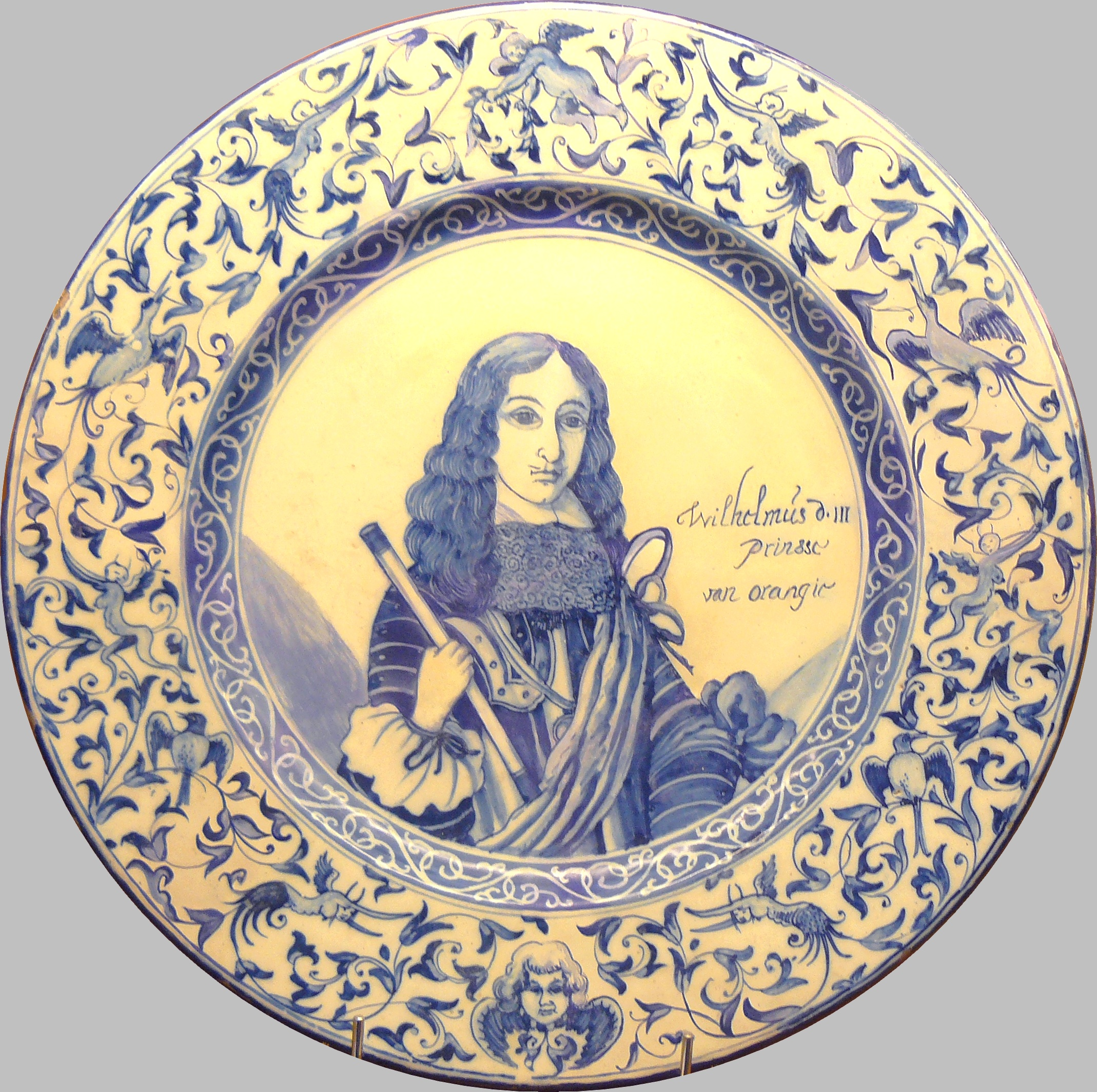
Talerz holenderski z Haarlem z wizerunkiem księcia Wilhelma III Orańskiego, XVII wiek
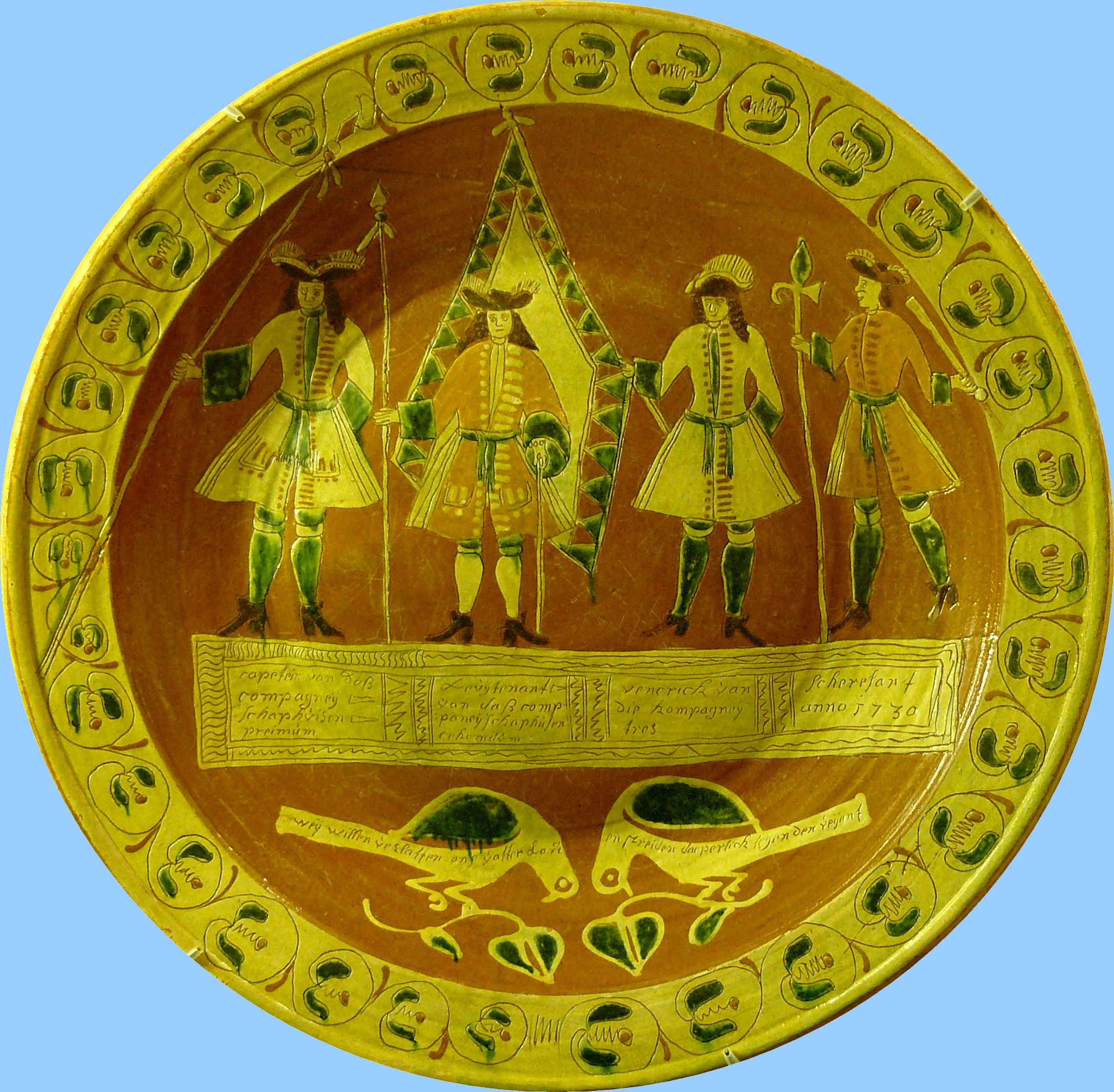
Talerz szkliwiony polichromowany, Niemcy, 1730